# Nhục khấu

Tượng Phật thuộc mỹ thuật Gandhara, thế kỷ thứ 2, hiện vật lưu trữ tại Viện Bảo tàng Quốc gia Tokyo có búi tóc trên đỉnh đầu, sau cách điệu thành nhục khấu

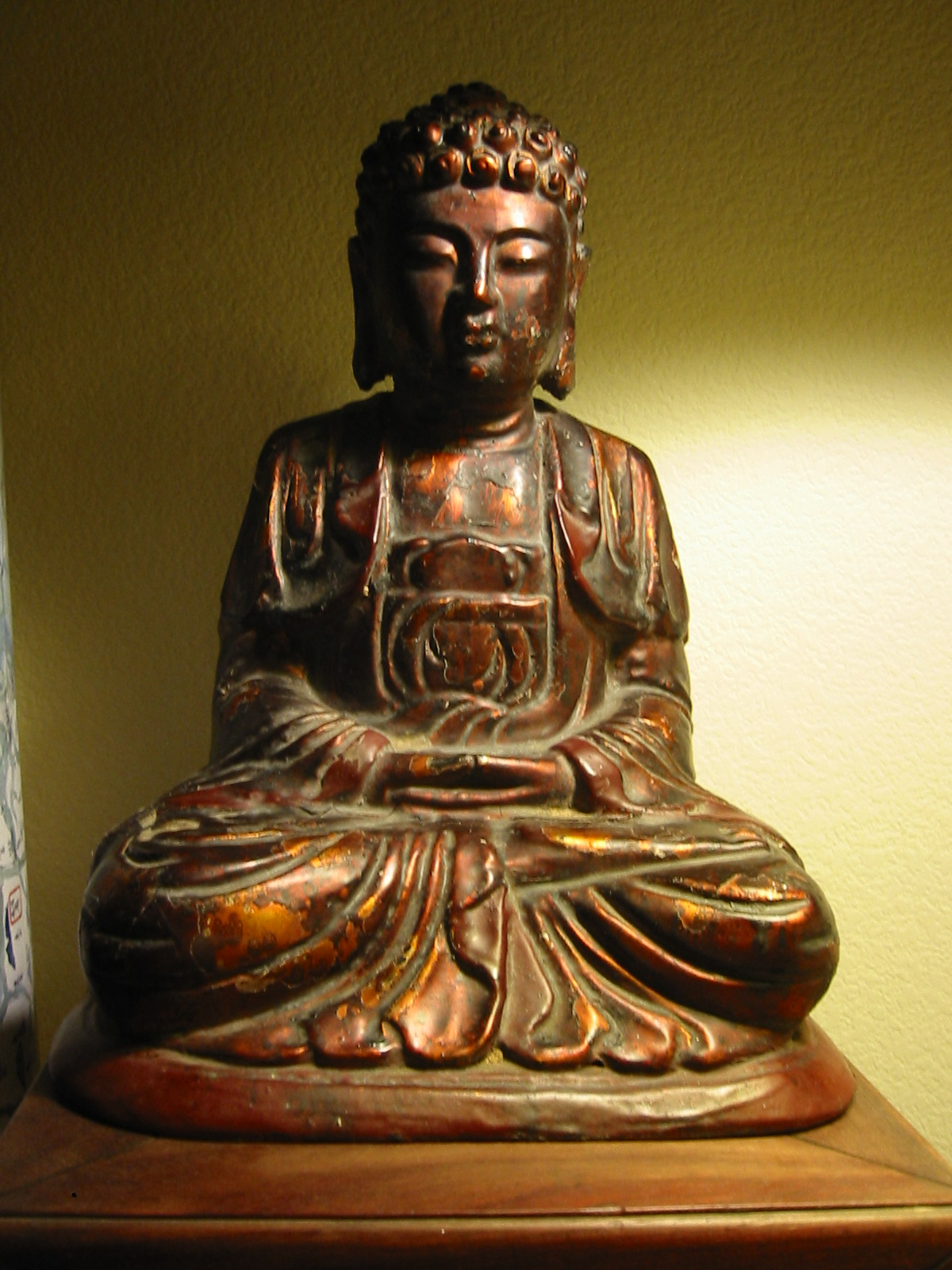
Tượng Phật Thích Ca của người Việt, thế kỷ 20, tạc có khối nhỏ nhô lên trên đỉnh đầu, tức nhục khấu

Nhục khấu, nhục kháo hay nhục kế (tiếng Bắc Phạn: उष्णीष, IAST: uṣṇīṣa) là khối u trên đỉnh đầu của Phật, theo thông lệ là một quý tướng của Phật, biểu tượng của người đã giác ngộ.
Kinh điển xưa nhất không ghi nhục khấu mà chỉ nhắc đến búi tóc (chữ Nho: 髻, âm Hán Việt: kế). Nhục khấu được thâu nhận sau này thành một trong 32 quý tướng của Phật và là một nét điển hình trong tượng Phật. Các hình tượng Phật theo quy tắc đó đều vẽ hoặc tạc nhục khấu trên đỉnh đầu của Phật.